# إدي زيمرمان
إدي زيمرمان (بالإنجليزية: Eddie Zimmerman)‏ هو لاعب كرة قاعدة أمريكي، ولد في 1883 في Oceanic, New Jersey ‏ في الولايات المتحدة، وتوفي في 6 مايو 1945 في إيماوس في الولايات المتحدة.

## وصلات خارجية
- إدي زيمرمان على موقعبيزبول رفرنس.كوم (الدوري الرئيسي) (الإنجليزية)
- إدي زيمرمان على موقعبيزبول رفرنس.كوم (الدوري الثانوي) (الإنجليزية)